# OS/2
OS/2 ou OS/2 Warp  foi um sistema operacional da IBM. A sigla significa "Operating System/2". A primeira versão do OS / 2 foi lançada em dezembro de 1987 e versões mais recentes foram lançadas até dezembro de 2001. O OS/2 foi desenvolvido como um sucessor do modo protegido do MS-DOS. Era possível criar aplicativos em modo texto que podiam funcionar em ambos os sistemas. Por causa dessa herança, o OS/2 compartilha semelhanças com Unix, Xenix e Windows NT.

## História
OS/2 e Windows possuem uma origem comum: eram um único sistema nos anos 80 (mas com versões distintas) feitas simultaneamente pela IBM e Microsoft. Por uma decisão de Bill Gates a Microsoft resolveu abandonar o projeto OS/2 em 1990 e dedicar-se ao Windows. Os sistemas passaram então a competir pelo mercado corporativo e doméstico adentrando os anos 90. O sistema da IBM sempre foi considerado melhor tecnicamente, pois conseguia correr nativamente programas do seu concorrente mas o mesmo não poderia ser feito no Windows. O OS/2 também foi o primeiro dos dois a implementar TCP/IP, ter uma versão em 32 bits e máquina Java.
Por falhas de marketing e investimento, o OS/2 sucumbiu diante do Windows 95 que a partir de 1995 engoliu praticamente 80% do mercado de sistemas operativos. Até 1996 a IBM tentou vender o OS/2 para o utilizador doméstico mas sempre cometendo as mesmas falhas: pouco marketing, pouco investimento em suporte técnico e pouco lobby para angariar novos programas compatíveis. Por correr programas do Windows e acreditar que isso era o suficiente para suprir lacunas do sistema, a IBM comete uma grave falha e sucumbe diante da explosão de oferta de programas 32 bits para Windows a partir de 1996.
Em 1997 o sistema sai das prateleiras convencionais e muda de foco: é vendido apenas como pacote de soluções para empresas. Mesmo assim o sistema segue vendendo pouco, principalmente pela falta de suporte especializado. A partir de 1998 o OS/2 cai no ostracismo e é esquecido pelo mercado graças a chegada do novo Sistema Operacional, o Linux.
Em 1998, a Stardock Corporation, que desenvolvia aplicativos para o sistema como o jogo Galatic Civilization e o Object Desktop, tenta negociar com a IBM uma nova versão do OS/2 para usuários finais, o que implicaria na abertura de seu código-fonte. A IBM recusa a proposta, e a Stardock desiste de desenvolver aplicativos para o OS/2.
Em 2001 a IBM autorizou a Serenity Systems a vender e distribuir uma versão actualizada do Warp 4.52 para utilizadores finais e estudantes. Essa versão customizada chama-se eComStation.
Estima-se que o OS/2 esteja operacional em 800.000 máquinas pelo mundo, principalmente em instituições financeiras. O Banco do Brasil foi um dos maiores utilizadores do sistema, empregando-o em caixas eletrônicos e gabinetes de atendimento ao público, mas ainda o utiliza em parte, rodando sob o Windows, até ocorrer a migração completa para o Linux.

## Entendendo o OS/2

### Sistema de Arquivos
O OS/2 suporta o sistema de arquivos FAT (usado no DOS e Windows), a Super FAT e o HPFS, o sistema desenvolvido pela IBM e Microsoft (onde originou o NTFS), que explora melhor o disco rígido de grande porte. O HPFS, completamente 32bits, é muito superior a FAT (originalmente de 16bits, e posteriormente com 32bits virtuais na VFat). Apresenta suporte nativo a nomes de arquivos de até 254 caracteres, espaços entre caracteres em letras maiúsculas ou minúsculas, inclusive alguns de uso restrito até hoje, como o ":" (dois pontos) e estende o suporte a nomes longos para a FAT16 através do uso de arquivos de sistema.
Visando a transição do DOS com interface Windows 3.x, a IBM dotou o OS/2 2.0 em diante, com e a Super FAT  que é armazenada na RAM, o que desgasta muito menos o HD e aumenta a velocidade de acesso consideravelmente. Outra diferença importante é que a Super FAT é desenhada em 32bits. Entretanto, o HPFS é mais veloz em acesso a disco, em especial em discos grandes.
O HPFS ainda permite 64KB de atributos estendidos para cada arquivo, esses atributos podem ser quaisquer informações sobre o arquivo. O sistema de arquivos do OS/2 também ordena a exibição de arquivos de um diretório automaticamente e mantém as informações sobre um arquivo próximo a ele, facilitando a localização de um arquivo em grandes discos. O HPFS também utiliza um sistema de cache de disco, para melhorar o seu desempenho, usando estratégias de alocação cujo objetivo é assegurar que os arquivos permaneçam contíguos.
De todos os atributos do OS/2, os mais importantes estão em sua proteção, impedindo que um aplicativo derrube o sistema todo, pois o acesso à memória é exclusivo, e totalmente gerenciado pelo OS/2.

### Memória
Toda a memória do computador possui um endereço atribuído a ela. O processador usa esse endereço para recuperar ou alterar o conteúdo da memória em um local em particular.
No OS/2, toda a memória é acessada usando-se um endereço de 32bits. Esse endereço de 32bits permite até 4 GB de endereçamento direto. Existem dois esquemas para acessar a memória do computador: o plano (usado no OS/2) e o segmentado (usado no DOS e Windows 3.11).
No modelo de memória plano, a memória está totalmente disponível ao processador e pode ser acessada diretamente; os endereços são seqüenciais de 0 a 2³²-1 (4 GB).
No modelo de memória segmentado, a memória total é dividida em segmentos de 640KB. Um aspecto importante nessa diferença no modo de gerenciar memória é que no OS/2 o limite de 640KB é inexistente. Observe que isso se refere a um sistema operacional dos anos 80, o que dá a exata noção do quanto ele já era avançado na época.

### Capacidade Multitarefa
O OS/2 é um sistema multitarefa preemptivo, ou seja, capaz de processar diversos programas concomitantemente (ao mesmo tempo). Ele foi desenvolvido desde seu início para ser um sistema preemptivo e essa é uma das suas grandes vantagens.
O sistema preemptivo divide o processador e a RAM da máquina entre os programas de modo que todos fiquem com o suficiente. Diferente do modelo cooperativo de multitarefa, os recursos são totalmente administrados pelo S.O., não podendo ser afetados pelos aplicativos.
O OS/2 roda aplicativos de 16 bits em áreas isoladas na memória, protegendo assim cada um do comportamento falho dos outros.

### Confiabilidade
O OS/2 é um sistema extremamente confiável, por diversos motivos, muito mais seguro que a maioria das versões do Windows. No que diz respeito aos arquivos, o HPFS tem um ótimo sistema de tratamento de erros, com hotfixes e a fragmentação do disco é mínima, o que também diminui a probabilidade de erro no disco.
Além disso, ele é um sistema realmente preemptivo, e quando um programa tenta invadir a área de memória de outro ele é imediatamente fechado, o que impede que o sistema todo tranque por causa de um aplicativo.
Os arquivos vitais do sistema ficam em uma área reservada na memória que pode ser acessada mesmo que todos os outros programas tranquem. E o OS/2 é um sistema quase totalmente desenhado em 32bits, e uma das causas da instabilidade no Windows 95 é a mistura de programas 32 bits com programas 16 bits.

## OS/2 Warp 4
A última versão do OS/2 feita pela IBM (cuja versão beta trazia o codinome de Merlin) trouxe uma série de inovações, como o suporte a voz, o Voice Type. Ao invés de teclado e mouse o usuário utiliza o sistema através do uso da voz. Embora alguns considerem a versão 4.5 como a verdadeira última, pois trouxe alterações que em outros sistemas denotariam uma nova versão.
O sistema aceita comandos falados através de um microfone, pode-se abrir e fechar programas, ditar textos e até navegar na Internet via voz. Para funcionar de maneira satisfatória, é necessário que o micro esteja preparado com uma boa quantidade de memória, no mínimo 32 MB de RAM.
Com o editor IBM Works, que não tem versão em português, é possível ditar textos. O Voice Type vem acompanhado de um jogo, onde o usuário deve pronunciar acertadamente o nome dos estados americanos a partir de seu mapa político.
Esta versão também está muito mais preparada para a Internet, com um navegador interno, diversas ferramentas para navegação e suporte nativo a linguagem Java, da Sun, contando inclusive com uma plataforma de desenvolvimento. O sistema tem suporte à tecnologia plug and play
Algumas alterações foram:
- Voice Dictation e Navigation (habilitação de comandos de voz);
- Sistema de acesso à Internet, incluindo o browser Netscape Navigator;
- Suporte a 256 cores;
- Mais fontes de sistema;
- Serviços de Impressão e arquivos melhorados;
- PCOM Lite (programa);
- Suporte ao JAVA(tm) nativo (Com JDK);
- Fontes TrueType (Iguais as do Windows);
- OpenDoc(tm) (Algo como o OLE, mas mais universal);
- Extensões API de desenvolvedores (Open32 - Para recompilação de programas de Windows95);
- OpenGL(tm) (Sistema Tridimensional);
- DPMI (Interface de Modo Protegido);
- Suporte ao Plug'n'Play (Para poder usar Hardware "for Windows");
- Warm Plug/Warm Docking (Ligue seu PCMCIA ao computador sem ter de resetá-lo);
- Suporte a Infra Vermelho;
- Modelos de Device Drivers Graficos (Facilita para desenvolvedores de Drivers);
- CD de Drivers;
- Suporte ao MIDI da Sound Blaster AWE 32 e 64;
- Suporte a DDC;
- Serviços de Segurança ativos;
- System Dump Formatter;
- System Anchor Block;
- First Failure Support Technology (Auxílio para casos onde você é o primeiro a ver um erro);
- Interface DMI;
- TME NetFinity;
- Sistema de Registro de Software Integrado (ART);
- Suporte a XPG4/ULS;
- Suporte Remoto ao OS/2;
- Obtenção automática de Updates para Softwares;
- IBM Works novo;
- Bonus Pak;
- Install Integrado;
- Controles e Visuais ajustáveis;
- Redesenho da GUI;
- Melhoria nos tutoriais e Helps On-Line;
- Migration Database;
- Async Read-Ahead;
- Netware Client 2.11+ for OS/2;
- TCP/IP nativo;
- Versão nova do browser WebExplorer;
- Remote Access Client;
- Mobile Office Services;
- Suporte ao Win32s 1.25a (compatibilizando o Win-OS/2 com alguns programas de Win95);
- SOM/DSOM (Orientação REAL a objeto);
- Updates nos Device Drivers, tornando-os todos de 32 bit;
- Melhoras no PCMCIA;
- APM 1.2;
- Suporte a EIDE;
- Suporte ao USB 1.x e 2.0;
- Suporte a praticamente todas as impressoras;
- Suporte Multimídia melhorado;
- Melhorias no DIVE (sistema de 3D embutido no OS/2).

## Versões
- OS/2 1.0 1987
- OS/2 1.10 SE 1988
- OS/2 1.10 EE 1989
- OS/2 1.20 SE E EE 1989
- OS/2 1.30 1991
- OS/2 2.0 1991-1992
- OS/2 2.1 1993
- OS/2 for Windows 1993
- OS/2 2.11 1994
- OS/2 2.11 SMP 1994
- SE - Standard Edition
- EE - Extended Edition
- OBSERVAÇÕES: As versões do OS/2 1.10, OS/2 1.20 e OS/2 1.30 são conhecidas como MS OS/2 ou Microsoft OS/2.

### Versões Warp
- OS/2 WARP 3 1994
- OS/2 WARP Connect 1995
- OS/2 WARP for PowerPC 1995
- OS/2 WARP Server 1996
- OS/2 WARP 4 1996
- OS/2 WARP 4.51 (MCP1) (??)
- OS/2 WARP 4.52 (MCP2) 2001
- OS/2 WARP Server for e-business (4.5) 1999
- OS/2 WARP Server for e-business 4.51 (ACP1) (??)
- OS/2 WARP Server for e-business 4.52 (ACP2) 2001
- MCP - Merlin Convenience Pack
- ACP - Aurora Convenience Pack

### Versões eComStation
- eComStation 1.0 2001
- eComStation 1.1 2003
- eComStation 1.2 2004
- eComStation 1.2R 200
- eComStation 2.0 RC1 2007
- eComStation 2.0 RC4 2007
- eComStation 2.0 RC5 2008
- eComStation 2.0 RC6 2008
- eComStation 2.0 RC7 Silver 2009
- eComStation 2.0 GA 2010
- eComStation 2.1 2010